# Der Turm (Stephen King)
Der Turm (Originaltitel: The Dark Tower VII – The Tower) ist der Titel eines im Jahre 2004 veröffentlichten Romans des Schriftstellers Stephen King und bildet den chronologischen Abschluss einer derzeit achtbändigen, düsteren Fantasy-Saga, die unter dem Titel Der Dunkle Turm bekannt ist. Die Hintergründe dieses Romanzyklus sind im dortigen Artikel ausführlich dargestellt.

## Inhalt
Im abschließenden siebten Band der Saga stricken sich die Fäden von Rolands Vergangenheit und der Vergangenheit von Mittwelt zusammen mit den Widersachern des Turms immer enger umeinander. Nachdem Mordred geboren wurde, finden Roland und seine Gefährten aus den unterschiedlichen Zeiten wieder zusammen. Pere Callahan findet dabei in dem Restaurant The Dixie Pig den Tod. Mordred, der Sohn von Roland und dem scharlachroten König, von Mordgedanken an seinen Vater getrieben, verfolgt diesen und dessen Freunde mit gebührendem Abstand, immer bereit aus dem Hinterhalt anzugreifen.
Bevor Roland und seine Freunde nun endgültig den letzten Gang Richtung dunklen Turm antreten können, gilt es im Land Donnerschlag die Brecher der letzten beiden Balken zu befreien. Während der entscheidenden Schlacht wird Eddie tödlich am Kopf verletzt. Das Ka-Tet ist zerbrochen. Susannah bleibt in Donnerschlag, um Eddie zu beerdigen, während Roland, Jake und Oy erneut ins Jahr 1999 reisen, um den Schriftsteller Stephen King vor einem tödlichen Autounfall während eines Ausflugs zu retten. In letzter Sekunde kann Stephen King von Jake gerettet werden, der dabei jedoch von dem Wagen überfahren wird und wenig später stirbt. Roland und Oy begeben sich gemeinsam zurück nach Fedic, wo bereits Susannah auf die beiden Verbliebenen wartet, auch sie hatte Jakes Tod gespürt.
Susannah und Roland begeben sich nun auf dem letzten Weg zum Schloss Discordia, dem Schloss des scharlachroten Königs, das unmittelbar auf dem Weg zum Turm selbst gelegen ist, Mordred verkürzt immer weiter den Abstand zwischen sich und Roland, der daraufhin entscheidet Schloss Discordia nicht zu betreten und direkt den Weg zum dunklen Turm einzuschlagen. Etwa einhundert Meilen vor dem dunklen Turm betreten Roland, Susannah und Oy die Tower Road, eine Straße die direkt zum Turm führt. Von einem geheimnisvollen Fremden werden sie zu rasten in sein Haus eingeladen. Stephen King greift hier erneut direkt in die Handlung ein und spielt Susannah einen Brief zu. Der Fremde entpuppt sich als Dandelo, eine Art Vampir, der von Emotionen lebt. Nur mit Mühe kann Susannah Roland vor dem Erstickungstod retten und den Vampir töten. Im Keller des Hauses finden die Freunde Patrick Danville, einen begnadeten Maler, den Dandelo sich zur Ernährung gehalten hatte.
Der junge Patrick Danville ist durch eine besondere Gabe gesegnet, er kann Dinge durch seinen Bleistift real entstehen lassen. Susannah entscheidet sich daraufhin Endwelt zu verlassen und zu – ihres Glaubens – Eddie und Jake zurückzukehren. Patrick lässt wenige Meilen vor dem Turm eine Tür entstehen, wie sie Roland schon am westlichen Meer gefunden hatte. Roland versucht Susannah zu überzeugen mit ihm die letzten Meilen gemeinsam zu verbringen, doch Susannah lehnt ab und begibt sich in eine nicht fundamentale Welt, in der Eddie und Jake Brüder sind. Hier verliert King Susannah aus den Augen.
Roland indes befindet sich in seiner letzten Nacht, bevor er den dunklen Turm nach vielen tausend Jahren endlich erreicht. Da er sehr erschöpft ist, übermannt den Revolvermann der Schlaf, Mordred greift aus dem Hinterhalt an. Oy wirft sich Mordred in den Weg und rettet Roland damit das Leben, nicht ohne sein eigenes zu opfern. Mordred stirbt durch Rolands Revolver.
Am nächsten Abend erreichen Roland und Patrick gemeinsam den dunklen Turm. Der scharlachrote König, auf einem Balkon des Turms gefangen, wirft sofort eine Vielzahl von Schnaatzen (siehe Joanne K. Rowlings Harry Potter bzw. Begriffe der Harry-Potter-Romane, insbesondere den Abschnitt über Quidditch) auf die Reisenden. Patrick gelingt es durch eine Zeichnung, die er mit Rolands Blut (dem Blut eines der Nachfahren des Artur Eld) vollendet, den scharlachroten König aus dem Leben auszuradieren. Ohne Zögern begibt sich Roland nun endlich auf die letzten Meter zum Turm, die Namen seiner Freunde und Weggefährten schreit der Revolvermann dem Turm entgegen. Die Rosen, die den Turm umgeben, machen Roland einen Pfad zur Eingangspforte des Turms frei. Die Rosen selbst blasen zum Willkommen des Revolvermann einen ohrenbetäubenden Hörnerklang aus, der eigentlich Roland und dem Horn des Eld vorbehalten war. An der Pforte angelangt, legt Roland den letzten verbliebenen Revolver mit dem Sandelholzgriff und ein Kruzifix nieder. Er betritt den Turm und die Eingangspforte schlägt laut zu. Im Turm findet Roland Räume, die sein Leben darstellen. Nach etwa 200 Räumen erreicht Roland schließlich das Dachgeschoss des Turms, an dessen Tür nur ein Wort steht: Roland.
Er öffnet die Tür und gleißende Sonne schlägt ihm entgegen. Schlagartig wird Roland die Wahrheit klar. Er weiß nicht mehr, wie oft er schon in das Dachgeschoss des Turms gelangt war. Entsetzt ruft Roland aus: „O nein… Bitte nicht wieder! Habt Erbarmen! Gnade!“
Die Hände des Turms ziehen den Revolvermann gnadenlos weiter durch die Tür. Dann findet sich Roland in der Mohainewüste wieder, jener Wüste, in der seine Reise im ersten Band Schwarz begann, an den Turm kann er sich nicht mehr erinnern. Eine fundamentale Änderung jedoch hat stattgefunden, das Horn des Eld befindet sich an Rolands Gürtel. Schließlich beendet King den Roman mit jenen Worten, mit denen er den ersten Band Schwarz eröffnet hatte:

„Der Mann in Schwarz floh durch die Wüste, und der Revolvermann folgte ihm.“